# ジェイコブ・ルー
ジェイコブ・ジョセフ・“ジャック”・ルー（英語：Jacob Joseph "Jack" Lew、1955年8月29日 - ）は、アメリカ合衆国の政治家。2023年から2025年まで駐イスラエルアメリカ合衆国大使、2013年から2017年までアメリカ合衆国財務長官を務めた。

## 生い立ち
1955年8月29日にニューヨーク州ニューヨークのクイーンズ区において誕生した。フォレストヒルズ高校卒業後はミネソタ州のカールトン・カレッジに入学した。後にミネソタ州選出連邦上院議員になるポール・ウェルストーンに師事し、その後ハーバード大学に転学して1978年に卒業した。1983年にジョージタウン大学ローセンターを卒業した。
宗教はユダヤ教正統派に属し、父親がポーランドからの移民のユダヤ系で、「ポーランド移民の息子」として知られている（ポーランド系アメリカ人）。

## 初期の経歴
1978年にワシントンD.C.で議会補佐官として政治経歴を開始した。ルーは1979年から1987年までトーマス・オニール下院議長の時代に上級内政顧問を務めた。下院の民主党運営政策委員会において事務局長補及び事務局長を務め、内政及び経済問題に関与した。そしてルーは特に社会保障・メディケア・予算・税金・通商・歳出・エネルギーに関する問題を扱った。
ルーは弁護士業を開業し、5年間に渡って法律事務所であるヴァン・ネス・フェルドマン・アンド・カーティスに経営パートナーとして参画した。ルーは主に発電に関する事案を取り扱った。ルーはまた中東調査センター事務局長・民主党全国委員会選挙対策局長・ボストン市行政管理予算局計画解析部副部長を務めた。

## ビル・クリントン政権
1993年2月から1994年にかけてクリントン大統領の時代に特別補佐官を務めた。ルーは政策展開を担当し、社会奉仕プログラムや医療改革立法の起草を行った。
1994年10月にホワイトハウスを離れ、行政管理予算局で上級局次長及び立法担当の局次長を務めた。ルーは1995年8月から1998年7月にかけて行政管理予算局の副局長を務めた。ルーは行政管理予算局の最高執行責任者として、500人の職員の日次業務を管理した。またルーはクリントン政権における予算及び歳出に関して省庁間の調整についても責任を負った。1997年の財政収支均衡法に際しては、ルーは政府交渉チームの一員として所属した。ルーは辛抱強さと効果的交渉により良好な評価を獲得した。

### 行政管理予算局長
1998年にクリントン大統領はルーを行政管理予算局長に指名し、上院は7月31日にこれを承認した。ルーはクリントン政権の任期満了となる2001年1月20日まで行政管理予算局長を務めた。
行政管理予算局長として、クリントン政権における予算・管理・歳出の問題に責任を負った。ルーは閣僚の一員として、また経済チームの上級メンバーとして、国内政策から国際政策まで広範な助言を大統領に与えた。ルーは政権を代表して連邦議会との予算折衝を行い、また国家安全保障会議のメンバーも務めた。

## 2001年以降
2001年にクリントン政権を離れてから間も無く、ジョージタウン大学公共政策研究所で客員研究教授に就任した。ルーは2006年6月までニューヨーク大学で運営担当の上級副学長を務めた。ルーはまたニューヨーク大学ワグナー公共政策大学院で行政学教授も務めた。
2006年6月にシティグループ投資選択部門の最高執行責任者に就任した。またニューヨーク市諮問委員会共同議長・外交問題評議会委員・ブルッキングス研究所ハミルトンプロジェクト諮問委員・全米社会保険学会諮問委員も務めた。ルーは加えてマサチューセッツ州とコロンビア特別区の弁護士会にも所属した。

## バラク・オバマ政権
2008年12月23日にバラク・オバマ次期大統領は次期政権における国務副長官にルーを指名すると発表した。国務副長官は2人体制で、ルーは予算などに対する管理・資源担当が割り当てられた。もう1人はクリントン政権時代の大統領副補佐官で、外交政策の担当を割り当てられたジェイムズ・スタインバーグであった。2010年11月まで国務副長官（管理・資源担当）を務める。2010年11月より行政管理予算局長に就任し、2012年1月9日にバラク・オバマ大統領よりアメリカ合衆国大統領首席補佐官に指名される。

### 財務長官
2013年1月10日に2期目を迎えるオバマ大統領によって、退任するガイトナー財務長官の後任として 指名される。2月26日にアメリカ合衆国上院財政委員会で賛成19票・反対5票で承認され、2月27日に上院も71対26の賛成多数で承認した。2月28日に正式に第76代アメリカ合衆国財務長官に就任し、2017年1月20日に退任した。

## ジョー・バイデン政権
2023年9月5日、ジョー・バイデン大統領はルーを駐イスラエル大使に指名すると発表した。10月31日に上院で賛成53、反対43の賛成多数で承認された。

## エピソード

変更前の公式署名

変更後の公式署名

- 生真面目な性格で、財務長官指名の際にはオバマ大統領から「テレビカメラよりも政策専門家に囲まれていることを好む地味な男」と紹介されている。幼い頃から「いつか世界のために尽くす」ことを夢見ていたという[13]。
- 悪筆家としても知られる。財務長官に指名された際には公式署名の“Jacob J Lew”が「ペンの試し書きのために連続で丸を描いた」ようにしか見えず、全く判読出来ないことが話題となった。報道を知ったオバマ大統領が「あまりのひどさに、指名を取り消そうかと思った」とジョークを飛ばし[14]、「せめて1文字位は読めるように改めよと指示した」ほどである[13]。2013年6月18日に公式署名を変更し、新たな公式署名は「落書きでは無く署名には見える」程度には改善されている[15]。

## その他の職歴
- 行政管理予算局長
- 財務長官
- 国務副長官
- 大統領首席補佐官